# Tetrastigma cauliflorum
Tetrastigma cauliflorum là một loài thực vật hai lá mầm trong họ Nho. Loài này được Merr. miêu tả khoa học đầu tiên năm 1932.